# Contea Principesca di Gorizia e Gradisca
La Contea Principesca di Gorizia e Gradisca (Contea principesca di Guriza e Gardiscja in friulano goriziano, Contee principescje di Gurize e Gardiscje in friulano standard, Poknežena grofija Goriška in Gradiščanska in sloveno, Gefürstete Grafschaft Görz und Gradisca in tedesco) era un'antica contea sottoposta alla sovranità della monarchia asburgica. Era così chiamata per i suoi due maggiori centri urbani, Gorizia e Gradisca, oggi entrambi in territorio italiano.

## Storia

### Dalle origini alla I guerra mondiale
La Contea di Gorizia divenne parte dei domini degli Asburgo nel 1500 quando il conte Leonardo di Lurngau morì senza eredi. La sovranità degli Asburgo fu interrotta solo brevemente dai Veneziani fra il 1508 e il 1509.

Dal 1512, a seguito della riforma imperiale voluta da Massimiliano I, la Contea di Gorizia entrò nel quindi nel Circolo austriaco del Sacro Romano Impero a sua volta divisa in 16 Capitanati:
- Plezzo
- Tolmino
- Gorizia
- Cormons
- Gradisca
- Vipacco (ceduto alla Carniola nel 1522[2])
- Postumia (ceduto alla Carniola nel 1522[2])
- Rifembergo
- Nigrignano (Divaccia)
- Duino (ceduto, assieme alla controllata Primano, alla Carniola nel 1522[2])
- Aquileia
- Porpetto
- Marano (ceduto definitivamente nel 1542[3] alla Repubblica di Venezia)
- Latisana (in realtà Precenicco, in quanto Latisana[4] fu già ceduta alla Repubblica di Venezia nel 1430)
- Belgrado (in realtà Gradiscutta, in quanto il feudo di Belgrado venne assegnato nel 1515, dopo la guerra, dai vincitori della Repubblica di Venezia ai Savorgnan[5])
- Pordenone (ceduto definitivamente nel 1514 alla Repubblica di Venezia che la diede in feudo a Bartolomeo d'Alviano ed alla sua famiglia fino al 1537)

Alla morte di Massimiliano I l'impero venne diviso tra Carlo V e suo fratello Ferdinando I; a quest'ultimo spettò la Contea di Gorizia (fu Arciduca d'Austria, Duca di Stiria, Carinzia e Carniola, Conte del Tirolo). Alla morte di Ferdinando I (1564), andò al suo figlio Carlo II ed entrò a far parte dell'Austria Interiore.

Nel 1647 la città di Gradisca d'Isonzo venne infeudata come contea a sé stante sotto i conti di Eggenberg.

La Contea di Gorizia e Gradisca nel 1794

Nel 1754, la Contea di Gradisca fu riunificata a Gorizia creando la Contea di Gorizia e Gradisca (Grafschaft Görz und Gradisca). Essa confinava a nord col Capitanato di Tolmino (Hauptmannschaft Tulmino) in mano ai Coronini, ad est il Distretto di Idria (Idrianer Bezirk / Der Idrianer Böden) e la Carniola, a sud con la Carniola e l'enclave veneziana di Monfalcone e ad ovest, principalmente attraverso il Judrio, con la Repubblica di Venezia. Alla contea appartenevano anche diverse exclaves all'interno della Repubblica di Venezia, ossia le attuali: Goricizza, Gradiscutta, Virco, Flambruzzo con Sivigliano, Campomolle, Driolassa con Rivarotta, il comune di Precenicco, il comune di Carlino, quasi tutto il comune di San Giorgio di Nogaro (ad esclusione di Zuccola in mano veneziana), quasi tutto il comune di Porpetto (ad esclusione della frazione di Corgnolo e della località di Pampaluna, in mano veneziane), il comune di Gonars, buona parte del comune di Torviscosa (ad esclusione di Malisana in mani veneziane), Jalmicco, Visco, Aiello del Friuli, Cervignano del Friuli (ad esclusione di Muscoli, Scodovacca e Strassoldo in mani veneziane), Terzo di Aquileia, Aquileia (ad esclusione di Belvedere in mani veneziane), San Vito al Torre, Chiopris (Viscone era invece veneziana), Tapogliano (Campolongo al Torre era invece veneziana), Ruda (ad esclusione di Alture, La Fredda, Mortesins, Perteole e Saciletto in mani veneziane), Villa Vicentina, Fiumicello, il Castello di Albana, alcuni insediamenti del comune di Dolegna del Collio (Cime, Dolegna, Lonzano e una parte di Nebola.)
Le enclaves nella bassa friulana vennero perse nel 1801 con il Trattato di Lunéville che le affidò al Veneto asburgico.
La monarchia asburgica perse Gorizia e Gradisca che fu ceduta ai Francesi durante le Guerre napoleoniche, quando entrò a far parte delle Province Illiriche (dal 1811 fece parte della Provincia d'Istria con sede a Trieste). Restituita all'Impero austriaco dopo il Congresso di Vienna, la contea fu inserita nel Regno di Illiria, creato dagli Asburgo nella parte settentrionale delle ex Province Illiriche napoleoniche. Vi restò fino al 1849, quando fu incorporata al Litorale Austriaco insieme a Trieste ed all'Istria. Nel 1861 l'area fu ridenominata come la Contea Principesca di Gorizia e Gradisca, costituendo un land separato all'interno del più vasto Kronland ("Terra della Corona") austriaco del Küstenland.

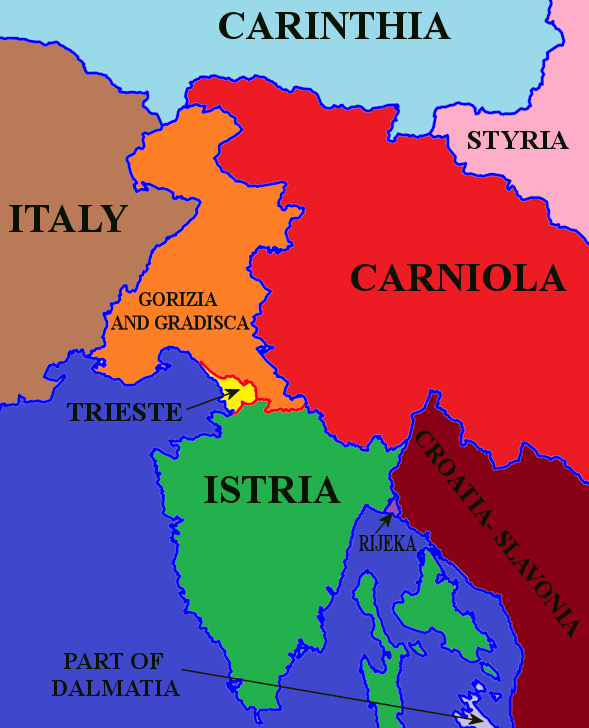
La Contea di Gorizia e Gradisca

Fino al 1918 la contea godette quindi di una notevole autonomia politica (con la Dieta della Contea Principesca di Gorizia e Gradisca eletta dai residenti e la Giunta Provinciale composta da presidente della Dieta - di nomina imperiale - e assessori eletti da e tra i deputati della Dieta), sebbene fosse legata amministrativamente alla reggenza di Trieste (l'Imperial Regia Luogotenenza del Litorale in Trieste). Nonostante la contea facesse parte, assieme alla città di Trieste e al Margraviato d'Istria, della regione amministrativa del Litorale Adriatico, Gorizia e Gradisca ebbero, sul piano politico e giuridico, la stessa autonomia degli altri Länder austriaci.
Dagli anni sessanta dell'Ottocento, cominciarono a pesare sulla contea le tensioni e gli antagonismi nazionali che caratterizzarono la vita politica dell'Impero austro-ungarico. Essi tuttavia furono meno gravi che in tutti gli altri territori austriaci contraddistinti dalla difficile convivenza italo-slava (Dalmazia, Istria e Trieste): la Contea di Gorizia e Gradisca riuscì infatti a mantenere un più elevato grado di coesistenza civile e pacifica. Una delle ragioni risiedeva nella chiara linea divisoria tra le due aree linguistiche (sloveno nella parte settentrionale ed orientale ed italiano-friulano in quella occidentale e meridionale) con la città di Gorizia come unico comune linguisticamente misto, in cui inoltre era concentrata quasi tutta la minoranza germanofona. Un'altra era la presenza di una radicata aristocrazia che cercò di mantenere una posizione equidistante nei confronti dei vari gruppi etnici. Bisogna infine tenere in conto il fattore religioso: la forte influenza della Chiesa (a differenza della più laica Trieste) e delle stesse tradizioni cattoliche (senza il controverso problema della liturgia slava, fortemente presente in Istria e Dalmazia) rendeva più facile le possibilità di dialogo, soprattutto grazie all'alleanza strategica tra il partito cattolico sloveno e quello friulano che mantennero (salvo occasionali rotture di natura tattica) per tutta l'epoca dell'autonomia provinciale uno stretto rapporto di mutua solidarietà.

### Lo smembramento della contea
Con la sconfitta dell'Austria-Ungheria nella prima guerra mondiale, dopo il brevissimo governo provvisorio dell’avvocato e assessore provinciale Piero Pinausig che gestì il passaggio di consegne fra le due sovranità, la contea fu abolita e divenne parte della Provincia del Friuli con capoluogo Udine, ad esclusione di Sesana, Duino, Sgonico, Monrupino, del Monfalconese e di Grado, che furono incorporati nella provincia di Trieste, e del mandamento di Bisterza che fu annesso all'Istria. Nel 1927 la Provincia di Gorizia fu istituita con i territori dell'antica contea (tranne il distretto di Cervignano del Friuli che rimase in provincia di Udine, nonché i mandamenti di Monfalcone, di Sesana, e il Comune di Grado che continuarono a far parte della provincia di Trieste, e il mandamento di Bisterza che restava alla Provincia dell'Istria). Fu un periodo difficile per questo territorio: infatti il regime fascista mise in atto, fin dagli anni venti del Novecento, un processo di italianizzazione dell'area, che costituiva il confine orientale del Regno. Tale politica si esaurì con la tragedia vissuta dalla popolazione sia durante che dopo la seconda guerra mondiale. Nel 1945, infatti, le aree orientali dell'antica contea furono cedute alla Jugoslavia e la popolazione di lingua italiana presente in zona fuggì quasi totalmente in seguito alle persecuzioni del regime dittatoriale jugoslavo. Le città di Gorizia e Gradisca d'Isonzo, rimasero invece all'Italia (regione Friuli-Venezia Giulia). La parte slovena, il cui capoluogo è divenuta Nova Gorica, è successivamente diventata Goriška (lett. "Goriziano").

## Cultura

### Rapporti interetnici
La contea multiculturale di Gorizia e Gradisca fu caratterizzata, per gran parte del XIX secolo, da un ambiente privo quasi di tensioni etniche, dove slavi, latini e tedeschi convivevano pacificamente e dove un'autorità sovranazionale era percepita dalla maggioranza della popolazione come garante di tale convivenza. La situazione iniziò a mutare negli ultimi decenni dell'Ottocento e nei primi del Novecento, sia per effetto dello sviluppo di ideologie nazionaliste all'interno della borghesia urbana di lingua italiana (e, nell'ultimo ventennio di dominio austriaco, anche di lingua slovena), soprattutto nella città di Gorizia, sia per la diffusa sensazione, da parte di molti italofoni, di essere penalizzati da una politica filo-slava attuata dalla monarchia asburgica. Quest'ultima aveva tutto l'interesse, secondo l'opinione summenzionata, a favorire la componente slava per un duplice motivo: blandire la massa di popolazione slavofona presente entro i confini dell'Impero e, nel contempo, comprimere il movimento irredentista utilizzando il gruppo etnico sloveno in funzione antiitaliana.

### Lingue d'uso e lingue di cultura
Lingue d'uso nel territorio della contea furono, per ordine di importanza numerica: lo sloveno (e suoi dialetti), il friulano nella sua varietà goriziana, i dialetti di origine o aventi affinità con il veneto (bisiaco, gradese) l'italiano e il tedesco. Molti slovenofoni utilizzavano come seconda lingua il tedesco o il friulano, quest'ultimo lingua franca,  mentre per i friulanofoni l'italiano era all'epoca la lingua di cultura più utilizzata e continuò ad esserlo anche successivamente.

### Il friulano a Gorizia
Va tuttavia segnalato che Gorizia fu un centro importante e vitale per la lingua friulana: alcuni vecchi testi vennero ripubblicati e nuovi testi vennero stampati, grazie alla presenza in loco di un certo numero di lettori friulanofoni appartenenti agli strati sociali più elevati o colti, che utilizzavano il friulano anche in ambiti non strettamente familiari e domestici (mentre ad Udine i ceti più agiati preferivano esprimersi in dialetto veneziano e, in alcuni contesti, anche in italiano, poiché il friulano era considerato una lingua delle classi subalterne).
È interessante notare che ancora oggi nell'area della vecchia contea viene parlato lo stesso dialetto friulano-orientale a Cervignano e in alcuni comuni limitrofi che non sono più legati amministrativamente a Gorizia dal termine della prima guerra mondiale.
La contea di Gorizia e Gradisca è stata inoltre la sola regione europea, a censire, nell'Ottocento, gli abitanti di lingua friulana. Nel 1857 il censimento indicava 48.841 friulianofoni (25% sulla popolazione totale), 130.748 slovenofoni (66%), 15.134 italofoni (8%) e 2.150 germanofoni (1%).

## Statistiche nel 1910
- Superficie: 2918 km²
- Popolazione: 260.728 abitanti
- Densità: 89,3 ab./km²

### Gruppi etnici
Nel 1910 la popolazione residente censita secondo la lingua d'uso era così suddivisa:
- Sloveni: 154.564 (61,8 %)
- Italiani (per lo più friulanofoni e giuliani di espressione veneto-orientale): 90.119 (36,1 %)
- Tedeschi: 4.486 (1,8 %)
- Serbocroati: 187 (0,02 %)
- Altri: 544 (0,2 %)

Gli stranieri domiciliati a vario titolo nella contea (10.828 unità) non vennero censiti su basi linguistiche.
| nazionalità  | nazionalità  |  | percentuale | percentuale |
| ------------ | ------------ |  | ----------- | ----------- |
| serbo-croato | serbo-croato |  | 0,02%       | 0,02%       |
| italiana     | italiana     |  | 36,1%       | 36,1%       |
| sloveno      | sloveno      |  | 61,8%       | 61,8%       |
| tedesco      | tedesco      |  | 1,8%        | 1,8%        |
| Altri        | Altri        |  | 0,2%        | 0,2%        |

## Suddivisioni amministrative
Nel 1910, la contea era suddivisa in cinque distretti amministrativi (politici) o capitanati distrettuali (Politischer Bezirk), a loro volta suddivisi in distretti giudiziari (Gerichtsbezirk), ognuno comprendeva una serie di comuni politici (Ortsgemeinde). La città di Gorizia non era compresa in alcun distretto e funzionava come un distretto per sé o città con statuta autonoma (Stadt mit eigenem Statut).
- Stadt mit eigenem Statut Gorizia (Görz, Gorica), divisa nelle frazioni (Stadtteil) di Acquedotto; Carintia; Fratta; Ghetto; Gorizia (Görz, Gorica); Italia; Piazutta; Prestau (Pristava); Rosenthal (Baronovšče); San Rocco (Sveti Rok); Stara Gora; Vienna; Zingraf (Zengraf)

| Distretto politico (Politischer Bezirk) | Distretto giudiziario (Gerichtsbezirk)    | Comune (Ortsgemeinde)                                                      | Località (Ortschaft) |
| --------------------------------------- | ----------------------------------------- | -------------------------------------------------------------------------- | --- |
| Gorizia (Görz, Gorica), Landbezirk      | I. Canale d'Isonzo (Kanal)                | 1 Ajba                                                                     | nessuna |
| Gorizia (Görz, Gorica), Landbezirk      | I. Canale d'Isonzo (Kanal)                | 2 Anhovo                                                                   | Anhovo; Plava (Plave); Ukanje |
| Gorizia (Görz, Gorica), Landbezirk      | I. Canale d'Isonzo (Kanal)                | 3 Auzza (Avče)                                                             | nessuna |
| Gorizia (Görz, Gorica), Landbezirk      | I. Canale d'Isonzo (Kanal)                | 4 Bainsizza Santo Spirito (Bainsizza Heiligengeist, Banjšice Svetega Duha) | nessuna |
| Gorizia (Görz, Gorica), Landbezirk      | I. Canale d'Isonzo (Kanal)                | 5 Bate                                                                     | nessuna |
| Gorizia (Görz, Gorica), Landbezirk      | I. Canale d'Isonzo (Kanal)                | 6 Canale d'Isonzo (Kanal)                                                  | Bodrež; Canale (Kanal); Gorenja Vas; Idria (Idrija); Morsko; Vrh; Velindò (Velendol); Zapotocco (Zapotok) |
| Gorizia (Görz, Gorica), Landbezirk      | I. Canale d'Isonzo (Kanal)                | 7 Descla (Deskle)                                                          | nessuna |
| Gorizia (Görz, Gorica), Landbezirk      | I. Canale d'Isonzo (Kanal)                | 8 Kal                                                                      | Kal; Kanalski Lom; Levpa |
| Gorizia (Görz, Gorica), Landbezirk      | I. Canale d'Isonzo (Kanal)                | 9 Lokovec                                                                  | nessuna |
| Gorizia (Görz, Gorica), Landbezirk      | I. Canale d'Isonzo (Kanal)                | 10 Ronzina (Ročinj)                                                        | Doblar; Ronzina (Ročinj) |
| Gorizia (Görz, Gorica), Landbezirk      | II. Gorizia (Görz, Gorica)                | 1 Biglia (Bilje)                                                           | Biglia (Bilje); Raccogliano (Orehovlje) |
| Gorizia (Görz, Gorica), Landbezirk      | II. Gorizia (Görz, Gorica)                | 2 Čepovan                                                                  | Dolnji Čepovan; Gornji Čepovan; Puštale |
| Gorizia (Görz, Gorica), Landbezirk      | II. Gorizia (Görz, Gorica)                | 3 Dornberg                                                                 | nessuna |
| Gorizia (Görz, Gorica), Landbezirk      | II. Gorizia (Görz, Gorica)                | 4 Gargaro (Grgar)                                                          | Gargaro (Grgar); Ravnica |
| Gorizia (Görz, Gorica), Landbezirk      | II. Gorizia (Görz, Gorica)                | 5 Gorenja Tribuša                                                          | nessuna |
| Gorizia (Görz, Gorica), Landbezirk      | II. Gorizia (Görz, Gorica)                | 6 Lucinico (Ločnik)                                                        | nessuna |
| Gorizia (Görz, Gorica), Landbezirk      | II. Gorizia (Görz, Gorica)                | 7 Merna (Miren)                                                            | Merna (Miren); Rupa |
| Gorizia (Görz, Gorica), Landbezirk      | II. Gorizia (Görz, Gorica)                | 8 Opatje Selo                                                              | Lokvica; Nova Vas; Opatje Selo; Vallone (Dol); Vrh Svetega Mihaela |
| Gorizia (Görz, Gorica), Landbezirk      | II. Gorizia (Görz, Gorica)                | 9 Osek-Vitovlje                                                            | Osek; Vitovlje |
| Gorizia (Görz, Gorica), Landbezirk      | II. Gorizia (Görz, Gorica)                | 10 Ossegliano-Sankt Michael (Ozeljan-Šent Mihel)                           | Ossegliano (Ozeljan); Sankt Michael (Šent Mihel) |
| Gorizia (Görz, Gorica), Landbezirk      | II. Gorizia (Görz, Gorica)                | 11 Podgora                                                                 | Pevma; Podgora; Podsabotin; San Mauro (Šent Maver) |
| Gorizia (Görz, Gorica), Landbezirk      | II. Gorizia (Görz, Gorica)                | 12 Prvačina                                                                | nessuna |
| Gorizia (Görz, Gorica), Landbezirk      | II. Gorizia (Görz, Gorica)                | 13 Ranziano (Renče)                                                        | Gradiscutta (Gradišče); Ranziano (Renče) |
| Gorizia (Görz, Gorica), Landbezirk      | II. Gorizia (Görz, Gorica)                | 14 Salcano (Solkan)                                                        | Cronberg (Kronberg); Loke; Salcano (Solkan) |
| Gorizia (Görz, Gorica), Landbezirk      | II. Gorizia (Görz, Gorica)                | 15 Sant'Andrea (Sankt Andrä, Šent Andrež)                                  | nessuna |
| Gorizia (Görz, Gorica), Landbezirk      | II. Gorizia (Görz, Gorica)                | 16 San Floriano (Sankt Florian, Šent Ferjan)                               | Dolenje Cerovo; Gorenje Cerovo; San Floriano (Sankt Florian, Šent Ferjan) |
| Gorizia (Görz, Gorica), Landbezirk      | II. Gorizia (Görz, Gorica)                | 17 San Martino-Quisca (Sankt Martin-Quisca, Šent Martin-Kojsko)            | Cosana (Kozana); Krasno; Quisca (Kojsko); San Martino (Sankt Martin, Šent Martin); Vedrignano (Vedrijan); Vipulzano (Vipolže); Višnjevik; Vrhovlje                                                                                        |
| Gorizia (Görz, Gorica), Landbezirk      | II. Gorizia (Görz, Gorica)                | 18 San Pietro (Sankt Peter, Šent Peter)                                    | nessuna |
| Gorizia (Görz, Gorica), Landbezirk      | II. Gorizia (Görz, Gorica)                | 19 Savogna (Sovodnje)                                                      | Gabrije; Peč; Rubbia (Rubije); Savogna (Sovodnje); Vrtoče |
| Gorizia (Görz, Gorica), Landbezirk      | II. Gorizia (Görz, Gorica)                | 20 Schönpaß (Šempas)                                                       | nessuna |
| Gorizia (Görz, Gorica), Landbezirk      | II. Gorizia (Görz, Gorica)                | 21 Trnovo                                                                  | Lazna; Lokve; Nemci; Trnovo; Voglarji |
| Gorizia (Görz, Gorica), Landbezirk      | II. Gorizia (Görz, Gorica)                | 22 Vogrsko                                                                 | nessuna |
| Gorizia (Görz, Gorica), Landbezirk      | II. Gorizia (Görz, Gorica)                | 23 Vrtojba                                                                 | Bukovica; Dolenja Vrtojba; Gorenja Vrtojba |
| Gorizia (Görz, Gorica), Landbezirk      | III. Aidussina (Haidenschaft, Ajdovščina) | 1 Aidussina (Haidenschaft, Ajdovščina)                                     | nessuna |
| Gorizia (Görz, Gorica), Landbezirk      | III. Aidussina (Haidenschaft, Ajdovščina) | 2 Cernizza (Črniče)                                                        | Batuje; Cernizza (Črniče), Ravna, Selo |
| Gorizia (Görz, Gorica), Landbezirk      | III. Aidussina (Haidenschaft, Ajdovščina) | 3 Dol-Otlica                                                               | Dol; Otlica (Angeljska Gora) |
| Gorizia (Görz, Gorica), Landbezirk      | III. Aidussina (Haidenschaft, Ajdovščina) | 4 Gaberje                                                                  | nessuna |
| Gorizia (Görz, Gorica), Landbezirk      | III. Aidussina (Haidenschaft, Ajdovščina) | 5 Gojače                                                                   | nessuna |
| Gorizia (Görz, Gorica), Landbezirk      | III. Aidussina (Haidenschaft, Ajdovščina) | 6 Kamnje                                                                   | nessuna |
| Gorizia (Görz, Gorica), Landbezirk      | III. Aidussina (Haidenschaft, Ajdovščina) | 7 Lokavec                                                                  | nessuna |
| Gorizia (Görz, Gorica), Landbezirk      | III. Aidussina (Haidenschaft, Ajdovščina) | 8 Reifenberg (Rihenberg)                                                   | Brje; Reifenberg (Rihenberg) |
| Gorizia (Görz, Gorica), Landbezirk      | III. Aidussina (Haidenschaft, Ajdovščina) | 9 Samaria (Šmarje)                                                         | nessuna |
| Gorizia (Görz, Gorica), Landbezirk      | III. Aidussina (Haidenschaft, Ajdovščina) | 10 Santa Croce (Heiligenkreuz, Sveti Križ)                                 | Dobravlje; Santa Croce (Heiligenkreuz, Sveti Križ) |
| Gorizia (Görz, Gorica), Landbezirk      | III. Aidussina (Haidenschaft, Ajdovščina) | 11 Skrilje                                                                 | Skrilje; Šent Tomaž |
| Gorizia (Görz, Gorica), Landbezirk      | III. Aidussina (Haidenschaft, Ajdovščina) | 12 Velike Zablje                                                           | nessuna |
| Gorizia (Görz, Gorica), Landbezirk      | III. Aidussina (Haidenschaft, Ajdovščina) | 13 Vrtovin                                                                 | nessuna |
| Gradisca d'Isonzo (Gradiška)            | I. Cormons (Kormin)                       | 1 Biljana                                                                  | Barbana; Biljana; Cosarna (Kozarno); Dobra (Dobrovo); Dornovico (Drnovk); Fleana (Fojana); Salimbergo (Zalibreg); San Lorenzo di Brizza (Brdice); San Lorenzo di Nebola (Šlorenc pri Neblem); Senosecchia (Snežeče)                       |
| Gradisca d'Isonzo (Gradiška)            | I. Cormons (Kormin)                       | 2 Brazzano                                                                 | Brazzano; Giassico; San Rocco |
| Gradisca d'Isonzo (Gradiška)            | I. Cormons (Kormin)                       | 3 Capriva                                                                  | Capriva; Russiz Inferiore; Russiz Superiore; Spessa |
| Gradisca d'Isonzo (Gradiška)            | I. Cormons (Kormin)                       | 4 Chiopris-Viscone                                                         | Chiopris; Viscone |
| Gradisca d'Isonzo (Gradiška)            | I. Cormons (Kormin)                       | 5 Cormons (Kormin)                                                         | Boatina; Borgnano; Cormons (Kormin); Langoris; Monte di Cormons; Monticello; Novali; Povia; Pradis; Roncada; San Quirino |
| Gradisca d'Isonzo (Gradiška)            | I. Cormons (Kormin)                       | 6 Cosbana (Kožbana)                                                        | Bela Pristava; Bresovico (Brezovk); Brizza (Brdice); Claunico (Hlevnik); Colobrida (Golo Brdo); Cosbana (Kožbana); Mernico (Mirnik); Nosna (Nozno); Podpoznik; Scriò (Škrljevo); Senico (Senik); Slapnico (Slapnik); Vercoglia (Vrhovlje) |
| Gradisca d'Isonzo (Gradiška)            | I. Cormons (Kormin)                       | 7 Dolegna (Dolenje)                                                        | Dolegna (Dolenje); Lonzano (Ložje); Nebola (Neblo); Ruttars; Vencò |
| Gradisca d'Isonzo (Gradiška)            | I. Cormons (Kormin)                       | 8 Medana                                                                   | Ceglo (Zegla); Medana; Plešivo |
| Gradisca d'Isonzo (Gradiška)            | I. Cormons (Kormin)                       | 9 Medea                                                                    | nessuna |
| Gradisca d'Isonzo (Gradiška)            | I. Cormons (Kormin)                       | 10 Moraro                                                                  | nessuna |
| Gradisca d'Isonzo (Gradiška)            | I. Cormons (Kormin)                       | 11 Mossa                                                                   | nessuna |
| Gradisca d'Isonzo (Gradiška)            | I. Cormons (Kormin)                       | 12 San Lorenzo di Mossa                                                    | nessuna |
| Gradisca d'Isonzo (Gradiška)            | II. Gradisca d'Isonzo (Gradiška)          | 1 Corona                                                                   | nessuna |
| Gradisca d'Isonzo (Gradiška)            | II. Gradisca d'Isonzo (Gradiška)          | 2 Farra                                                                    | Borgo Bearzat; Borgo dei Conventi; Borgo della Chiesa; Borgo del Molino; Borgo Zoppini; Grotta; Mainizza; Molamatta; Villanova |
| Gradisca d'Isonzo (Gradiška)            | II. Gradisca d'Isonzo (Gradiška)          | 3 Gradisca-Bruma (Gradiška-Bruma)                                          | Basiol; Bidischini; Gerusalemme; Gradisca (Gradiška); Mercaduzzo; Molamatta; Santa Maria Maddalena; Tintor; Trevisan; Venier; Viola |
| Gradisca d'Isonzo (Gradiška)            | II. Gradisca d'Isonzo (Gradiška)          | 4 Mariano                                                                  | nessuna |
| Gradisca d'Isonzo (Gradiška)            | II. Gradisca d'Isonzo (Gradiška)          | 5 Romans                                                                   | Fratta; Romans |
| Gradisca d'Isonzo (Gradiška)            | II. Gradisca d'Isonzo (Gradiška)          | 6 Sagrado                                                                  | Boschini; Peteano; Sagrado; San Martino del Carso; Sdraussina |
| Gradisca d'Isonzo (Gradiška)            | II. Gradisca d'Isonzo (Gradiška)          | 7 Versa                                                                    | nessuna |
| Gradisca d'Isonzo (Gradiška)            | II. Gradisca d'Isonzo (Gradiška)          | 8 Villesse                                                                 | nessuna |
| Monfalcone (Tržič)                      | I. Cervignano                             | 1 Ajello                                                                   | nessuna |
| Monfalcone (Tržič)                      | I. Cervignano                             | 2 Aquileia (Oglej)                                                         | Aquileia (Oglej); Beligna; Belvedere; Monastero; Sant'Egidio |
| Monfalcone (Tržič)                      | I. Cervignano                             | 3 Campolongo                                                               | Campolongo; Cavenzano |
| Monfalcone (Tržič)                      | I. Cervignano                             | 4 Cervignano                                                               | nessuna |
| Monfalcone (Tržič)                      | I. Cervignano                             | 5 Fiumicello                                                               | Isola Morosini; Papariano; San Lorenzo; Sant'Antonio; San Valentino |
| Monfalcone (Tržič)                      | I. Cervignano                             | 6 Grado                                                                    | nessuna |
| Monfalcone (Tržič)                      | I. Cervignano                             | 7 Joanniz                                                                  | nessuna |
| Monfalcone (Tržič)                      | I. Cervignano                             | 8 Muscoli-Strassoldo                                                       | Muscoli; Pradizziolo; Strassoldo |
| Monfalcone (Tržič)                      | I. Cervignano                             | 9 Perteole                                                                 | Alture; Mortesins; Perteole; Saciletto |
| Monfalcone (Tržič)                      | I. Cervignano                             | 10 Ruda                                                                    | Ruda; San Nicolò |
| Monfalcone (Tržič)                      | I. Cervignano                             | 11 San Vito al Torre                                                       | Crauglio; Nogaredo; San Vito al Torre |
| Monfalcone (Tržič)                      | I. Cervignano                             | 12 Scodovacca                                                              | nessuna |
| Monfalcone (Tržič)                      | I. Cervignano                             | 13 Tapogliano                                                              | nessuna |
| Monfalcone (Tržič)                      | I. Cervignano                             | 14 Terzo                                                                   | Murucis; San Martino; Terzo |
| Monfalcone (Tržič)                      | I. Cervignano                             | 15 Villa Vicentina                                                         | Borgo Pacco; Borgo Sandrigo; Capo di Sopra; Villa Vicentina |
| Monfalcone (Tržič)                      | I. Cervignano                             | 16 Visco                                                                   | nessuna |
| Monfalcone (Tržič)                      | II. Monfalcone (Tržič)                    | 1 Doberdò (Doberdob)                                                       | Doberdò (Doberdob); Marcottini (Poljane) |
| Monfalcone (Tržič)                      | II. Monfalcone (Tržič)                    | 2 Duino (Devin)                                                            | Duino (Devin); Jamiano (Jamlje); Medeazza (Medja Vas) |
| Monfalcone (Tržič)                      | II. Monfalcone (Tržič)                    | 3 Fogliano                                                                 | Fogliano; Polazzo; Redipuglia |
| Monfalcone (Tržič)                      | II. Monfalcone (Tržič)                    | 4 Monfalcone (Tržič)                                                       | Aris; Monfalcone Città (Tržič Mesto); Monfalcone Suburbio (Tržič Predmestje); San Polo |
| Monfalcone (Tržič)                      | II. Monfalcone (Tržič)                    | 5 Ronchi                                                                   | Ronchi; Selz; Soleschiano; Vermegliano |
| Monfalcone (Tržič)                      | II. Monfalcone (Tržič)                    | 6 San Canciano                                                             | Begliano; Pieris; San Canciano |
| Monfalcone (Tržič)                      | II. Monfalcone (Tržič)                    | 7 San Pietro dell'Isonzo                                                   | Cassegliano; San Pietro dell'Isonzo; San Zanut |
| Monfalcone (Tržič)                      | II. Monfalcone (Tržič)                    | 8 Staranzano                                                               | Bistrigna; Dobbia; Staranzano; Villaraspa |
| Monfalcone (Tržič)                      | II. Monfalcone (Tržič)                    | 9 Turriaco                                                                 | nessuna |
| Sesana (Sežana)                         | I. Comen (Komen)                          | 1 Berje                                                                    | Berje; Kregolišče; Škofj; Tublje |
| Sesana (Sežana)                         | I. Comen (Komen)                          | 2 Brestovica                                                               | Brestovica; Klanc; Vale |
| Sesana (Sežana)                         | I. Comen (Komen)                          | 3 Comen (Komen)                                                            | Comen (Komen); Mali Dol; Suta (Sveto); Tomaževica; Volčji Grad |
| Sesana (Sežana)                         | I. Comen (Komen)                          | 4 Gabrovica                                                                | Coljava; Gabrovica |
| Sesana (Sežana)                         | I. Comen (Komen)                          | 5 Gorjansko                                                                | Gorjansko; Ivanji Grad; Nadrožica |
| Sesana (Sežana)                         | I. Comen (Komen)                          | 6 Kobjeglava (Kobila Glava)                                                | Kobjeglava (Kobila Glava); Tupelče |
| Sesana (Sežana)                         | I. Comen (Komen)                          | 7 Mavhinje                                                                 | Cerovlje; Mavhinje; Sistiana (Sesljan); Vižovlje |
| Sesana (Sežana)                         | I. Comen (Komen)                          | 8 Nabresina (Nabrežina)                                                    | nessuna |
| Sesana (Sežana)                         | I. Comen (Komen)                          | 9 Pliskovica                                                               | Kosovelje; Pliskovica |
| Sesana (Sežana)                         | I. Comen (Komen)                          | 10 Sankt Daniel (Štanjel)                                                  | Čipi; Hruševica; Kobdil; Koboli; Lisjaki; Lukavec; Sankt Daniel (Štanjel) |
| Sesana (Sežana)                         | I. Comen (Komen)                          | 11 Sankt Polaj (Šempolaj)                                                  | Praprot; Sankt Polaj (Šempolaj); Trnovica |
| Sesana (Sežana)                         | I. Comen (Komen)                          | 12 Sela                                                                    | Hudi Log; Sela |
| Sesana (Sežana)                         | I. Comen (Komen)                          | 13 Škrbina                                                                 | Mihalji; Rubija; Šibelji; Škrbina |
| Sesana (Sežana)                         | I. Comen (Komen)                          | 14 Slivno                                                                  | Prečnik; Slivno |
| Sesana (Sežana)                         | I. Comen (Komen)                          | 15 Temnica                                                                 | Kostanjevica; Lipa; Novelo; Temnica |
| Sesana (Sežana)                         | I. Comen (Komen)                          | 16 Veliki Dol                                                              | nessuna |
| Sesana (Sežana)                         | I. Comen (Komen)                          | 17 Vojščica                                                                | nessuna |
| Sesana (Sežana)                         | II. Sesana (Sežana)                       | 1 Avber                                                                    | Avber; Gradinje; Ponikve; Raša |
| Sesana (Sežana)                         | II. Sesana (Sežana)                       | 2 Corgnale (Lokev)                                                         | Corgnale (Lokev); Prelože |
| Sesana (Sežana)                         | II. Sesana (Sežana)                       | 3 Dutovlje                                                                 | Dutovlje Godnje; Kreplje |
| Sesana (Sežana)                         | II. Sesana (Sežana)                       | 4 Großrepen (Veliki Repen, Repno)                                          | Col; Großrepen (Veliki Repen, Repno); Voglje; Vrhovlje |
| Sesana (Sežana)                         | II. Sesana (Sežana)                       | 5 Kopriva                                                                  | Berje; Kopriva |
| Sesana (Sežana)                         | II. Sesana (Sežana)                       | 6 Naklo                                                                    | Barka; Betanija; Brežec; Dane; Divača; Gradišče; Kačiče; Ležeče; Matavun; Misliče; Naklo; Sankt Kanzian (Škocijan); Schwarzenegg (Podgrad); Škoflje, Vareje, Vatovlje, Zavrhek                                                            |
| Sesana (Sežana)                         | II. Sesana (Sežana)                       | 7 Povir                                                                    | Brestovica; Gorenje; Merče; Plešivica; Povir; Žirje |
| Sesana (Sežana)                         | II. Sesana (Sežana)                       | 8 Rodik                                                                    | Cosina (Kozina); Rodik |
| Sesana (Sežana)                         | II. Sesana (Sežana)                       | 9 Sesana (Sežana)                                                          | Dane; Orlek; Sesana (Sežana); Šmarje |
| Sesana (Sežana)                         | II. Sesana (Sežana)                       | 10 Skopo                                                                   | Krajna Vas; Skopo |
| Sesana (Sežana)                         | II. Sesana (Sežana)                       | 11 Štjak                                                                   | Čehovini; Dolenje; Gradišče; Krtinovica; Nova Vas; Poljane; Ravne; Razguri; Selo; Šent Tomaž; Štjak; Trebižani; Večkoti |
| Sesana (Sežana)                         | II. Sesana (Sežana)                       | 12 Štorje                                                                  | Kazlje; Majceni; Podbreže; Senadole; Štorje |
| Sesana (Sežana)                         | II. Sesana (Sežana)                       | 13 Tomaj                                                                   | Dobravlje; Filipčje Brdo; Grahovo Brdo; Križ; Šepulje; Tomaj; Utovlje |
| Sesana (Sežana)                         | II. Sesana (Sežana)                       | 14 Zgonik                                                                  | Brišče; Briščiki; Devinščina; Gabrovce; Kleinrepen (Mali Repen, Repnič); Koludrovica; Prosek Postaja; Salež; Samotorca; Zagradec; Zgonik                                                                                                  |
| Tolmino (Tolmein, Tolmin)               | I. Plezzo (Flitsch, Bovec)                | 1 Breth (Log)                                                              | Mittelbreth (Srednji Log); Oberbreth (Strmec); Predil (Predel) |
| Tolmino (Tolmein, Tolmin)               | I. Plezzo (Flitsch, Bovec)                | 2 Čezsoča                                                                  | Čezsoča; Čezsoški Log |
| Tolmino (Tolmein, Tolmin)               | I. Plezzo (Flitsch, Bovec)                | 3 Plezzo (Flitsch, Bovec)                                                  | Dvor; Plezzo (Flitsch, Bovec); Kal; Koritnica; Plužne |
| Tolmino (Tolmein, Tolmin)               | I. Plezzo (Flitsch, Bovec)                | 4 Serpenica                                                                | nessuna |
| Tolmino (Tolmein, Tolmin)               | I. Plezzo (Flitsch, Bovec)                | 5 Soča                                                                     | nessuna |
| Tolmino (Tolmein, Tolmin)               | I. Plezzo (Flitsch, Bovec)                | 6 Trenta                                                                   | nessuna |
| Tolmino (Tolmein, Tolmin)               | I. Plezzo (Flitsch, Bovec)                | 7 Žaga                                                                     | nessuna |
| Tolmino (Tolmein, Tolmin)               | II. Caporetto (Karfreit, Kobarid)         | 1 Bergogna (Breginj)                                                       | Bergogna (Breginj); Logje; Robedišče |
| Tolmino (Tolmein, Tolmin)               | II. Caporetto (Karfreit, Kobarid)         | 2 Caporetto (Karfreit, Kobarid)                                            | Caporetto (Karfreit, Kobarid); Sužid; Svino |
| Tolmino (Tolmein, Tolmin)               | II. Caporetto (Karfreit, Kobarid)         | 3 Drežnica                                                                 | Drežnica; Jezerka; Kozeč; Magozd; Ravne |
| Tolmino (Tolmein, Tolmin)               | II. Caporetto (Karfreit, Kobarid)         | 4 Idersko                                                                  | Idersko; Mlinsko |
| Tolmino (Tolmein, Tolmin)               | II. Caporetto (Karfreit, Kobarid)         | 5 Kred                                                                     | Borjana; Kred; Potoki; Staro Selo |
| Tolmino (Tolmein, Tolmin)               | II. Caporetto (Karfreit, Kobarid)         | 6 Libušnje                                                                 | Kamno; Krn; Ladra; Libušnje; Selce; Smast; Vrsno |
| Tolmino (Tolmein, Tolmin)               | II. Caporetto (Karfreit, Kobarid)         | 7 Luico (Livek)                                                            | nessuna |
| Tolmino (Tolmein, Tolmin)               | II. Caporetto (Karfreit, Kobarid)         | 8 Sedlo                                                                    | Homce; Podbela; Sedlo; Stanovišče |
| Tolmino (Tolmein, Tolmin)               | II. Caporetto (Karfreit, Kobarid)         | 9 Trnovo                                                                   | nessuna |
| Tolmino (Tolmein, Tolmin)               | III. Circhina (Kirchheim, Cerkno)         | 1 Circhina (Kirchheim, Cerkno)                                             | Bukovo; Circhina (Kirchheim, Cerkno); Dolenje Novake; Gorenje Novake; Gorje; Jesenica; Labinje; Orehek; Otalež; Planina; Reka; Zakriž |
| Tolmino (Tolmein, Tolmin)               | III. Circhina (Kirchheim, Cerkno)         | 2 Sankt Veitsberg (Svetoviška Gora), 1. Anteil                             | Poljice; Sankt Veitsberg (Svetoviška Gora) |
| Tolmino (Tolmein, Tolmin)               | III. Circhina (Kirchheim, Cerkno)         | 3 Šebrelje                                                                 | nessuna |
| Tolmino (Tolmein, Tolmin)               | IV. Tolmino (Tolmein, Tolmin)             | 1 Grahovo                                                                  | Bača-Podbrdo; Deutschruth (Nemški Rut); Grahovo; Grant; Hudajužna; Kal; Kneža; Kuk; Obloke; Petrovo Brdo; Podbrdo; Porzen; Stržišče; Trtnik; Znojile                                                                                      |
| Tolmino (Tolmein, Tolmin)               | IV. Tolmino (Tolmein, Tolmin)             | 2 Ponikve                                                                  | Logaršče Rakovec; Pečine; Ponikve |
| Tolmino (Tolmein, Tolmin)               | IV. Tolmino (Tolmein, Tolmin)             | 3 Sankt Luzia (Sveta Lucija)                                               | Bača pri Modreji; Idrija pri Bači; Modreja; Modrejce; Sankt Luzia (Sveta Lucija); Slap; Tolminski Lom |
| Tolmino (Tolmein, Tolmin)               | IV. Tolmino (Tolmein, Tolmin)             | 4 Sankt Veitsberg (Svetoviška Gora), 2. Anteil                             | Prapetno Brdo |
| Tolmino (Tolmein, Tolmin)               | IV. Tolmino (Tolmein, Tolmin)             | 5 Tolmino (Tolmein, Tolmin)                                                | Čadra (Čadrg); Dolje; Gabrije; Lubinj; Podmelec; Polubinj; Prapetno pri Polubinju; Ravne Žabče; Selišče; Tolmino (Tolmein, Tolmin); Volarje; Žabče; Zadlaz Žabče; Zatolmin                                                                |
| Tolmino (Tolmein, Tolmin)               | IV. Tolmino (Tolmein, Tolmin)             | 6 Volzana (Woltschach, Volče)                                              | Čiginj; Kozaršče; Rute; Selo; Volzana (Woltschach, Volče) |